# 日本人的心理结构
《日本人的心理结构》，原名《“撒娇”的构造》（日语：甘えの構造），是日本精神病学医师、精神分析学家土居健郎的著作。“甘え”是日本特有的一种文化现象，与中国和韩国语境中的“撒娇”有相似之处，或译作“娇宠”“嗔怪”“卖萌”等。作者在书中详细讨论了这一概念。
2006年，中文译本《日本人的心理结构》由商务印书馆出版。